# Prise de Puerto Cabello (1823)
Guerre d'indépendance du Venezuela
Batailles
m
Junte suprême de Caracas (1810-1811)
- Révolution du 19 avril 1810
- Coro
- Acte d'indépendance (es)

Première République (1811-1813)
- Valencia
- Guyane (1re)
- Monteverde
- Orient (1re)
- Admirable

Deuxième République (1813-1817)
- Occident (1re)
- Barinas
- Valles de Aragua y del Tuy
- Orient (2e) (es)
- Occident (2e)
- Los Cayos
- Barcelona

Troisième République (1817-1819)
- Guyane (2e)
- Margarita
- Centre
- Apure
- Nouvelle-Grenade

Grande Colombie (1819-1823)
- Armistice
- Carabobo
- Occident (3e) (es)
- Lac Maracaibo
- Puerto Cabello

La prise de Puerto Cabello est une bataille de la guerre d'indépendance du Venezuela qui s'est déroulé du 23 septembre au 10 novembre 1823 dans la ville fortifiée de Puerto Cabello, sur la côte caraïbe de l'actuel Venezuela. La prise de la forteresse par les forces indépendantistes de la Grande Colombie met un terme définitif à la présence espagnole au Venezuela et achève l'indépendance de ce dernier, deux ans après son intégration à la Grande Colombie.

## Contexte
Après la bataille de Carabobo, le 24 juin 1821, qui se solde par une victoire de l'armée indépendantiste commandée par Simón Bolívar, la place forte de Puerto Cabello est assiégée à plusieurs reprises entre 1821 et 1823 par le général José Antonio Páez, à chaque fois interrompu par une sortie des garnisons de Coro, Valencia ou Maracaibo.
Petit à petit, au cours de la campagne d'Occident (es) menée par Bolívar, ces différentes garnisons sont conquises par les indépendantistes. Après la bataille du lac Maracaibo, la forteresse de Puerto Cabello est le dernier bastion royaliste de toute la Grande Colombie.
Le siège final commence le 23 septembre 1823. Il oppose 400 fantassins et 100 lanciers sous les ordres du général vénézuélien José Antonio Páez aux 450 soldats royalistes de la garnison commandés par le général Sebastián de la Calzada.

## Déroulement
La pénétration de la place est réalisée le 7 novembre à partir de 10 heures du soir sur le flanc oriental du dispositif royaliste, par l'avancée pendant 4 heures à travers la mangrove d'une colonne silencieuse d'hommes nus et armés de couteaux. Suivant les tactiques standards de l'époque, la colonne d'attaque est divisée en une avant-garde de 200 hommes sous le commandement du lieutenant-colonel de cavalerie Francisco Farfán, avec ordre de prendre les points clés des défenses constitués par les bastions La Princesa et El Príncipe, un centre de 220 hommes commandée par le lieutenant-colonel José Inacio de Abreu y Lima (en), qui doit s'emparer des docks, de la batterie El Corito et du pont de la Estacada, et d'une réserve sous les ordres du major Cala.
L'action dure une demi-heure. Tandis que ce plan se déroule, 2 diversions sont effectuées. Une par la marine, qui effectue un bombardement et feint un débarquement sur la côte ouest, et une par un bataillon d'infanterie qui attaque frontalement le flanc sud de la forteresse.
La garnison royaliste est surprise, notamment en raison de la fatigue due à un bombardement de 17 heures durant toute la journée jusqu'à 11 heures du soir. La forteresse tombe le 8 novembre à 4 heures du matin lorsque Sebastián de la Calzada capitule. Le château de San Felipe, avec 362 soldats sous les ordres du colonel Manuel Carrera y Colina résiste deux jours de plus avant de se rendre à son tour le 10 novembre 1823,.
En tout, la bataille a coûté aux royalistes 156 morts dont 8 officiers et 56 blessés, tandis que les pertes patriotes se montent à 4 morts et 23 blessés dont 3 officiers.

## Conséquences
La chute de la ville fortifiée met un terme définitif à la présence espagnole au Venezuela. La maîtrise de la totalité de la côte Caraïbe rend impossible le débarquement d'un nouveau corps expéditionnaire que l'Espagne serait susceptible d'envoyer pour une deuxième tentative de reconquête.
De plus, la fin de la guerre au Venezuela permet à Bolívar de disposer de près de 4 000 soldats et de faire porter tous ses efforts sur le sud de la Grande Colombie, où le général Antonio José de Sucre a engagé le combat depuis 1821 et a libéré avec l'aide de Bolívar la province de Pasto et l'Audiencia de Quito, et s’apprête à faire de même pour la vice-royauté du Pérou et du Haut-Pérou (Bolivie).
La victoire de Puerto Cabello est, pour le général José Antonio Páez, l'un de ses plus grands triomphes dont il tire un immense prestige.